# Leandro Antonetti
Leandro Antonetti López (Murcia, 13 gennaio 2003) è un calciatore portoricano con cittadinanza spagnola, attaccante del Siviglia Atlético e della nazionale portoricana.

## Biografia
È fratello maggiore di Nacho Antonetti, a sua volta calciatore professionista.

## Carriera

### Club
Cresciuto nel settore giovanile del Lugo, nel 2021 è stato aggregato alla rosa del Polvorín, società satellite militante in Tercera División RFEF. Ha esordito in prima squadra il 20 maggio 2022, disputando l'incontro di Segunda División perso per 1-0 sul campo del Real Saragozza.

### Nazionale
Ha giocato nella nazionale portoricana Under-17.
Il 10 giugno 2022 ha esordito con la nazionale maggiore portoricana, giocando l'incontro vinto per 0-3 contro le Isole Cayman, valido per la CONCACAF Nations League 2022-2023.
Ha segnato il suo primo gol in nazionale il 23 marzo 2023, nella vittoria per 3-1 sulle Isole Vergini Britanniche, valida per la CONCACAF Nations League 2022-2023.

## Statistiche

### Presenze e reti nei club
Statistiche aggiornate all'11 giugno 2022.
| Stagione        | Squadra         | Campionato      | Campionato | Campionato | Coppe nazionali | Coppe nazionali | Coppe nazionali | Coppe continentali | Coppe continentali | Coppe continentali | Altre coppe | Altre coppe | Altre coppe | Totale | Totale |
| Stagione        | Squadra         | Comp            | Pres       | Reti       | Comp            | Pres            | Reti            | Comp               | Pres               | Reti               | Comp        | Pres        | Reti        | Pres   | Reti   |
| --------------- | --------------- | --------------- | ---------- | ---------- | --------------- | --------------- | --------------- | ------------------ | ------------------ | ------------------ | ----------- | ----------- | ----------- | ------ | ------ |
| 2021-2022       | Polvorín        | TDR             | 25         | 11         |                 | -               | -               |                    | -                  | -                  |             | -           | -           | 25     | 11     |
| mag. 2022       | Lugo            | SD              | 2          | 0          | CR              | -               | -               |                    | -                  | -                  |             | -           | -           | 2      | 0      |
| Totale carriera | Totale carriera | Totale carriera | 27         | 11         |                 | -               | -               |                    | -                  | -                  |             | -           | -           | 27     | 11     |

### Cronologia presenze e reti in nazionale
| Cronologia completa delle presenze e delle reti in nazionale ― Porto Rico | Cronologia completa delle presenze e delle reti in nazionale ― Porto Rico | Cronologia completa delle presenze e delle reti in nazionale ― Porto Rico | Cronologia completa delle presenze e delle reti in nazionale ― Porto Rico | Cronologia completa delle presenze e delle reti in nazionale ― Porto Rico | Cronologia completa delle presenze e delle reti in nazionale ― Porto Rico | Cronologia completa delle presenze e delle reti in nazionale ― Porto Rico | Cronologia completa delle presenze e delle reti in nazionale ― Porto Rico |
| Data                                                                      | Città                                                                     | In casa                                                                   | Risultato                                                                 | Ospiti                                                                    | Competizione                                                              | Reti                                                                      | Note                                                                      |
| ------------------------------------------------------------------------- | ------------------------------------------------------------------------- | ------------------------------------------------------------------------- | ------------------------------------------------------------------------- | ------------------------------------------------------------------------- | ------------------------------------------------------------------------- | ------------------------------------------------------------------------- | ------------------------------------------------------------------------- |
| 10-6-2022                                                                 | George Town                                                               | Isole Cayman                                                              | 0 – 3                                                                     | Porto Rico                                                                | CONCACAF Nations League 2022-2023 - Fase a gironi                         | -                                                                         | 65’                                                                       |
| 13-6-2022                                                                 | Mayagüez                                                                  | Porto Rico                                                                | 6 – 0                                                                     | Isole Vergini Britanniche                                                 | CONCACAF Nations League 2022-2023 - Fase a gironi                         | -                                                                         | 61’                                                                       |
| 23-3-2023                                                                 | Tortola                                                                   | Isole Vergini Britanniche                                                 | 1 – 3                                                                     | Porto Rico                                                                | CONCACAF Nations League 2022-2023 - Fase a gironi                         | 1                                                                         |                                                                           |
| 27-3-2023                                                                 | Bayamón                                                                   | Porto Rico                                                                | 5 – 1                                                                     | Isole Cayman                                                              | CONCACAF Nations League 2022-2023 - Fase a gironi                         | -                                                                         | 77’                                                                       |
| 18-6-2023                                                                 | Fort Lauderdale                                                           | Suriname                                                                  | 0 – 0 (3 - 4 dtr)                                                         | Porto Rico                                                                | Qual. Gold Cup 2023                                                       | -                                                                         | 69’ 90’                                                                   |
| 21-6-2023                                                                 | Fort Lauderdale                                                           | Martinica                                                                 | 2 – 0                                                                     | Porto Rico                                                                | Qual. Gold Cup 2023                                                       | -                                                                         | 63’                                                                       |
| Totale                                                                    |                                                                           | Presenze                                                                  | 6                                                                         |                                                                           | Reti                                                                      | 1                                                                         |                                                                           |